# Đội tuyển bóng đá U-23 quốc gia Úc
Đội tuyển bóng đá U-23 quốc gia Úc (tiếng Anh: Australia national under-23 soccer team) là đội tuyển quốc gia dưới 23 tuổi đại diện cho Úc tại Thế vận hội, Cúp bóng đá U-23 châu Á và các giải đấu bóng đá U-23 quốc tế khác. Đội tuyển được quản lý bởi Liên đoàn bóng đá Úc, hiện là thành viên của Liên đoàn bóng đá châu Á (AFC) và Liên đoàn bóng đá Đông Nam Á (AFF) kể từ khi rời Liên đoàn bóng đá châu Đại Dương (OFC) vào năm 2006. Biệt danh chính thức của đội tuyển là Olyroos.
Hai lần tham dự đầu tiên của Úc tại Thế vận hội thuộc về đội tuyển quốc gia. Từ năm 1992, bóng đá tại Thế vận hội bị giới hạn cho các cầu thủ ở độ tuổi dưới 23. Từ năm 1996, các đội tuyển được phép chọn ba cầu thủ quá tuổi trong đội hình tham dự Thế vận hội.
Đội tuyển U-23 Úc đã có 6 lần tham dự Thế vận hội, từng giành vị trí thứ tư vào năm 1992. Ở châu Á, đội đã tham dự đủ cả 6 kỳ cúp bóng đá U-23 châu Á với thành tích tốt nhất là giành vị trí thứ ba vào năm 2020.

## Thành tích tại các giải đấu
| Thế vận hội | Thế vận hội                       | Thế vận hội                       | Thế vận hội                       | Thế vận hội                       | Thế vận hội                       | Thế vận hội                       | Thế vận hội                       | Thế vận hội                       |
| Tham dự: 6  | Tham dự: 6                        | Tham dự: 6                        | Tham dự: 6                        | Tham dự: 6                        | Tham dự: 6                        | Tham dự: 6                        | Tham dự: 6                        | Tham dự: 6                        |
| Năm         | Vòng                              | Vị trí                            | ST                                | T                                 | H                                 | B                                 | BT                                | BB                                |
| ----------- | --------------------------------- | --------------------------------- | --------------------------------- | --------------------------------- | --------------------------------- | --------------------------------- | --------------------------------- | --------------------------------- |
| 1900–1948   | Xem đội tuyển bóng đá quốc gia Úc | Xem đội tuyển bóng đá quốc gia Úc | Xem đội tuyển bóng đá quốc gia Úc | Xem đội tuyển bóng đá quốc gia Úc | Xem đội tuyển bóng đá quốc gia Úc | Xem đội tuyển bóng đá quốc gia Úc | Xem đội tuyển bóng đá quốc gia Úc | Xem đội tuyển bóng đá quốc gia Úc |
| 1992        | Hạng tư                           | 4th                               | 6                                 | 2                                 | 1                                 | 3                                 | 8                                 | 12                                |
| 1996        | Vòng bảng                         | 13th                              | 3                                 | 1                                 | 0                                 | 2                                 | 4                                 | 6                                 |
| 2000        | Vòng bảng                         | 15th                              | 3                                 | 0                                 | 0                                 | 3                                 | 3                                 | 6                                 |
| 2004        | Tứ kết                            | 7th                               | 4                                 | 1                                 | 1                                 | 2                                 | 6                                 | 4                                 |
| 2008        | Vòng bảng                         | 11th                              | 3                                 | 0                                 | 1                                 | 2                                 | 1                                 | 3                                 |
| 2012        | Không vượt qua vòng loại          | Không vượt qua vòng loại          | Không vượt qua vòng loại          | Không vượt qua vòng loại          | Không vượt qua vòng loại          | Không vượt qua vòng loại          | Không vượt qua vòng loại          | Không vượt qua vòng loại          |
| 2016        | Không vượt qua vòng loại          | Không vượt qua vòng loại          | Không vượt qua vòng loại          | Không vượt qua vòng loại          | Không vượt qua vòng loại          | Không vượt qua vòng loại          | Không vượt qua vòng loại          | Không vượt qua vòng loại          |
| 2020        | Vòng bảng                         | 12th                              | 3                                 | 1                                 | 0                                 | 2                                 | 2                                 | 3                                 |
| 2024        | Không vượt qua vòng loại          | Không vượt qua vòng loại          | Không vượt qua vòng loại          | Không vượt qua vòng loại          | Không vượt qua vòng loại          | Không vượt qua vòng loại          | Không vượt qua vòng loại          | Không vượt qua vòng loại          |
| 2028        | Chưa xác định                     | Chưa xác định                     | Chưa xác định                     | Chưa xác định                     | Chưa xác định                     | Chưa xác định                     | Chưa xác định                     | Chưa xác định                     |
| 2032        | Chủ nhà                           | Chủ nhà                           | Chủ nhà                           | Chủ nhà                           | Chủ nhà                           | Chủ nhà                           | Chủ nhà                           | Chủ nhà                           |
| Tổng số     | Hạng tư                           | 7/11                              | 22                                | 5                                 | 3                                 | 14                                | 24                                | 34                                |

| Cúp bóng đá U-23 châu Á | Cúp bóng đá U-23 châu Á | Cúp bóng đá U-23 châu Á | Cúp bóng đá U-23 châu Á | Cúp bóng đá U-23 châu Á | Cúp bóng đá U-23 châu Á | Cúp bóng đá U-23 châu Á | Cúp bóng đá U-23 châu Á | Cúp bóng đá U-23 châu Á |
| Tham dự: 6              | Tham dự: 6              | Tham dự: 6              | Tham dự: 6              | Tham dự: 6              | Tham dự: 6              | Tham dự: 6              | Tham dự: 6              | Tham dự: 6              |
| Năm                     | Vòng                    | Vị trí                  | Pld                     | T                       | H                       | B                       | BT                      | BB                      |
| ----------------------- | ----------------------- | ----------------------- | ----------------------- | ----------------------- | ----------------------- | ----------------------- | ----------------------- | ----------------------- |
| 2013                    | Tứ kết                  | 6th                     | 4                       | 2                       | 0                       | 2                       | 3                       | 6                       |
| 2016                    | Vòng bảng               | 9th                     | 3                       | 1                       | 1                       | 1                       | 2                       | 1                       |
| 2018                    | Vòng bảng               | 11th                    | 3                       | 1                       | 0                       | 2                       | 5                       | 5                       |
| 2020                    | Hạng ba                 | 3rd                     | 6                       | 3                       | 2                       | 1                       | 6                       | 5                       |
| 2022                    | Hạng tư                 | 4th                     | 6                       | 3                       | 1                       | 2                       | 5                       | 6                       |
| 2024                    | Vòng bảng               | 13th                    | 3                       | 0                       | 2                       | 1                       | 0                       | 1                       |
| 2026                    | Chưa xác định           | Chưa xác định           | Chưa xác định           | Chưa xác định           | Chưa xác định           | Chưa xác định           | Chưa xác định           | Chưa xác định           |
| Tổng số                 | Hạng ba                 | 6/7                     | 25                      | 10                      | 6                       | 9                       | 21                      | 24                      |